# Оптички прозор
Оптички прозор представља део електромагнетног спектра, који пролази кроз атмосферу до Земље. Атмосфера блокира већину електромагнетског зрачења, тако да је то као прозор, који пропушта само само део унутра. Назива се оптички јер део електромагнетног зрачења, који атмосфера највише пропушта представља нама видљиви део електромагнетског спектра.
Прозор је од 300 нанометара (ултраљубичасти део спекта) до 1100 нанометара (инфрацрвени део спектра). Ми видимо светлост од око 400 до 700 нанометара. 
Постоје и прозори за радио-таласе и прозор за инфрацрвени део спекта, што се види са приложене слике. Прозор за радио-таласе је од око 1 центиметра до око 11 метара.
У медицинској физици, оптички прозор представља део спектра где жива ћелија апсорбује релативно мало светлости. Тај прозор је од 0 нанометара до 1200 нанометара. На краћим таласним дужинама хемоглобин јако апсорбује светлост, а на већим вода је главни апсорбер.